# Schutzbereich (Patent)
In der gesetzeskonformen Verwendung des Begriffs bezeichnet der Schutzbereich eines Patents die Gesamtheit der Gegenstände, Stoffe, Stoffgemische und Verfahren, die unter die Angaben in den Patentansprüchen des Patents fallen, also eine rein sachlich begrenzte Auswahl von Gegenständen und Verfahren.
Die Schutzwirkung eines Patents ist neben der sachlichen Begrenzung aber auch hinsichtlich der erfassten Nutzungsarten sowie zeitlich und örtlich begrenzt. Darüber hinaus gelten einige Ausnahmen und Sonderregelungen. Diese Aspekte werden hier mit beschrieben.

## Rechtsgrundlage

### Deutsches Patentrecht
Die heutige Rechtslage ist teils gesetzlich vorgeschrieben und teilweise durch die Rechtsprechung entwickelt worden. § 14 Patentgesetz (PatG) bestimmt, dass die Patentansprüche die sachliche Festlegung des Schutzbereichs des Patents liefern. Bei Auslegungsfragen zum Wortlaut ist ggf. die Beschreibung heranzuziehen. § 9 und § 10 PatG definieren die für patentierte Verfahren und Gegenstände verbotenen Nutzungsarten und den territorialen Bezug. § 16 PatG legt die Patentlaufzeit fest. §§11, 12, 13 und 24 PatG definieren Ausnahmen.

### Europäisches Patentübereinkommen
Auch das Europäische Patentübereinkommen (EPÜ) definiert in Art. 69(1) die Patentansprüche als die sachliche Festlegung des Schutzbereiches des Patents. Auch hiernach ist bei Auslegungsfragen zum Wortlaut ggf. die Beschreibung heranzuziehen. Zur Auslegung des Art. 68 EPÜ selbst wurde ein Auslegungsprotokoll angenommen. Die Laufzeit eines europäischen Patents ist in Art. 63 EPÜ festgelegt. Zu vielerlei Festlegungen betreffend die Wirkungen eines Patents und einer Patentanmeldung und deren Begrenzungen trifft das EPÜ aber keine eigenen Aussagen mehr, sondern verweist in Art. 64 und Art. 67 auf nationales Recht, also für Deutschland auf die weiter oben zitierten Paragrafen des deutschen Patentgesetzes.

## Schutzbereich: Sachliche Begrenzung der Schutzwirkung eines Patents
Die sachliche Begrenzung der Schutzwirkung eines Patents wird im Gesetz Schutzbereich genannt. Er ist nach § 9 PatG und dem gleichlautenden Art. 69(1) EPÜ vorrangig durch den Inhalt der Patentansprüche des Patents gegeben. Nötigenfalls sind zur Auslegung eines Patentanspruchs die Beschreibung und die Zeichnungen heranzuziehen. Der Schutz geht aber weiter als das, was wortwörtlich unter die Patentansprüchen fällt. Da Patentansprüche sich auf konkrete Vorrichtungen, aber auch auf Stoffe und Stoffgemische und auch auf Arbeits- und Herstellungsverfahren richten können, kann dementsprechend der Schutzbereich eines Patents konkrete Gegenstände, aber auch Stoffe und Stoffgemische wie auch abstrakte Verfahren umfassen.
Die sachliche Schutzbereichssystematik kennt, teilweise ausgedrückt durch Verletzungstatbestände, die unmittelbare und die mittelbare Patentverletzung. Die unmittelbare Patentverletzung wird untergliedert in identische Verletzung, äquivalente Verletzung und Teilschutzverletzung.

### Unmittelbare Patentverletzung
Bei der unmittelbaren Patentverletzung bewegt sich das verletzende Produkt sehr eng an den Angaben in einem Patentanspruch des Patents. Sie wird unterteilt in identische Verletzung, äquivalente Verletzung und Teilschutz.

#### Identische Patentverletzung
Bei der identischen Patentverletzung weist ein verletzendes Produkt alle Merkmale eines Patentanspruchs in direkter identischer Entsprechung auf. Plakatives Beispiel: Ein Patentanspruch fordere Holzteil A, Holzteil B, eine Schraubverbindung zwischen ihnen, und weitere Merkmale XYZ. Das identisch verletzende Produkt weist dann all diese Merkmale auf.

#### Äquivalente Patentverletzung
Bei der äquivalenten Patentverletzung sind in einem angegriffenen Produkt alle Merkmale des Patentanspruchs entweder identisch oder äquivalent abgewandelt verwirklicht. „Äquivalent“ bedeutet in diesem Zusammenhang „gleichwirkend“. Die äquivalente Abwandlung wird aber nicht weitreichend großzügig zugelassen. Vielmehr muss sie sich für einen Fachmann im Metier durch einfache Überlegungen unmittelbar ergeben. Wieder Beispiel: Der Patentanspruch sei wie oben. Das verletzende Produkt weise aber einen Nagel statt einer Schraube auf.

#### Teilschutz
Teilschutz wird nur sehr selten gewährt. Bei der Annahme von Teilschutz weist ein verletzendes Produkt ein Merkmal des Patentanspruchs weder identisch noch äquivalent verwirklicht auf. Im Interesse der Rechtssicherheit wird dies aber nur selten angenommen. Beispiel: Der Patentanspruch fordere das Obige und außerdem zwei Beilagscheiben in der Schraubverbindung. Das verletzende Produkt weist aber nur eine Beilagscheibe auf.

### Mittelbare Patentverletzung
Das Konstrukt der mittelbaren Patentverletzung trägt dem Umstand Rechnung, dass viele an sich verletzende Produkte in zwei jeweils nicht verletzende Teilprodukte zerlegt und dann separat gefertigt und verkauft werden können, so dass sie bei der Fertigung und im Handel keinen unmittelbaren Verletzungstatbestand erfüllen. Das dann trotzdem als mittelbar verletzend angesehene Restprodukt weist dann womöglich mehrere Merkmale eines Patentanspruchs nicht auf. Es muss für das Restprodukt aber klar sein, dass es
- ein wesentlicher Teil der patentierten Erfindung ist,
- für die Benützung der Erfindung (also für die Bildung eines Produkts mit allen Merkmalen des Anspruchs) geeignet ist, und
- für die Benützung der Erfindung auch vorgesehen ist.

## Weitere Begrenzungen der Schutzwirkung eines Patents

### Erfasste Nutzungsarten
Der Patentschutz umfasst letztlich alle gewerblich interessanten Handlungen wie Herstellung, Verkauf, Handel, Werbung, Lagerung und Transport der sachlich erfassten Produkte.
Der Patentschutz erfasst aber gemäß § 11 PatG nicht
- Forschung und Entwicklung an und mit patentierten Erfindungen,
- Nutzungen einer patentierten Erfindung im privaten Bereich,
- die Einzelherstellung von Medikamenten,
- die Nutzung von Erfindungen in Schiffen, Flugzeugen und Fahrzeugen für deren Zwecke, wenn sie nur zeitweise in das Territorium der BRD gelangen.

### Territoriale Reichweite
Schutzrechte wie Patente wirken grundsätzlich territorial in dem Sinne, dass ihre rechtliche Wirkung als Ausschließlichkeitsrecht bzw. Unterlassungsanspruch gegen andere auf das Territorium des jeweils gesetzgebenden Landes begrenzt ist. Ein deutsches Patent hat rechtliche Wirkung im Territorium der BRD, aber sonst nirgendwo. Ein europäisches Patent zerfällt nach der Erteilung in ein vom Anmelder gestaltbares Bündel nationaler Patente (z. B. ein deutsches, ein französisches, ein britisches), die ihrerseits wieder nur in den jeweiligen Territorien ihre Wirkung entfalten.
Über die rechtlich auf bestimmte Territorien begrenzte Wirkung hinaus kann die Wirkung eines Patents aber doch auf andere Territorien ausstrahlen. Dies kann der Fall sein, wenn bspw. die Logistik zur Handhabung unterschiedlicher Produkte – an sich verletzende in patentfreien Territorien und nicht verletzende in patentbelegten Territorien – zu komplex würde. Es kann auch sein, dass der Markt im patentfreien Restterritorium nicht groß genug ist, um dort mit einem andernorts verletzenden Produkt sinnvoll zu wirtschaften.

### Zeitliche Begrenzung
Die Schutzwirkung eines Patents beginnt mit der Veröffentlichung der Patenterteilung und endet mit dem Erlöschen des Patents entweder wegen Nichtzahlung einer   Jahresgebühr, wegen Zeitablauf (20 Jahre nach Anmeldetag) oder wegen eines amtlichen Beschlusses oder Urteils auf Widerruf des Patents.

### Sonderbestimmungen, Ausnahmen
Zu den Schutzwirkungen von Patenten sind in qualitativ unterschiedlicher Weise verschiedene positive wie negative Ausnahmen entwickelt worden:

#### Vorbenutzungsrecht
Jemand, der vor dem Zeitpunkt der Anmeldung eines Patents mit der Nutzung der darin beschriebenen Erfindung begonnen oder die dazu nötigen Vorbereitungen getroffen hat, kann sie gemäß § 12 PatG auch weiterbenützen, wenn später auf diese Anmeldung ein Patenterteilt werden sollte.

#### Produkt aus patentiertem Verfahren
Wenn der Inhalt eines Patentanspruchs ein Herstellungsverfahren ist, ist nach§ 9 3. PatG auch das unmittelbar durch dieses Verfahren hergestellte Produkt vom Patentschutz erfasst, selbst wenn das Patent keinen unmittelbar auf das Produkt gerichteten Patentanspruch hat.

#### „Formsteineinwand“
Im Bereich der äquivalenten Verletzung kann es dazu kommen, dass ein a priori als äquivalent abgewandelt angesehenes Produkt gegenüber dem Stand der Technik keine patentfähige Erfindung mehr ist. In der Entscheidung „Formstein“ entschied der BGH zu dieser Konstellation, dass ein solches Produkt nicht mehr dem Patentschutz unterliegt, denn nicht Patentfähiges soll nicht geschützt sein.

#### Zwangslizenz, Benutzungsanordnung
In besonderen Fällen betreffend das Gemeinwohl, Sicherheitsfragen oder öffentliches Interesse kann es nach § 24 PatG zur zwangsweisen Erteilung einer Lizenz an einem Patent oder nach§ 13 PatG zu einer staatlichen Benutzungsanordnung kommen.

#### Schutzzertifikat: Laufzeitverlängerung
Bei Produkten, die sehr langen Genehmigungsverfahren unterliegen (etwa Arznei- oder Pflanzenschutzmittel) kann mittels eines ergänzenden Schutzzertifikats gemäß § 16a PatG und der Verordnung (EG) Nr. 469/2009 zu ASchutzzertifikaten die Laufzeit über die sonst maximal möglichen 20 Jahre hinaus um max. fünf Jahre verlängert werden.

#### Sonderbestimmungen für biologische Materialien
Die Pat-G §§ 9a, 9b und 9c nennen besondere Bestimmungen für biologische Materialien.

#### Doppelschutzverbot
Wenn und soweit ein Patentinhaber ein deutsches Patent und parallel dazu den deutschen Anteil eines europäischen Patents mit dem gleichen Prioritätszeitpunkt hat und diese beiden Patente die gleiche Erfindung schützen, verliert kraft Gesetz das deutsche Patent ab Ende der Einspruchsfrist bzw. ab rechtskräftigem Ende des Einspruchsverfahrens zum europäischen Patent seine Schutzwirkung. Die einmal verlorene Schutzwirkung des deutschen Patents lebt auch nicht wieder auf, wenn später der deutsche Anteil des EP-Patents aus irgendwelchen Gründen untergeht (§ 8 IntpatÜG).

## Bestimmungen in anderen Ländern
Praktisch alle Patentsysteme auf der Welt kennen die Verletzungsmuster der identischen, der äquivalenten und der mittelbaren Patentverletzung. Damit sind in den großen Patentsystemen weltweit deutlich über 90 % aller real auftretenden Konstellationen in qualitativ gleicher Weise geregelt, obwohl die Rechtsgrundlagen jeweils national und damit zueinander unterschiedlich sind.

## Ermittlung des Schutzbereichs
Eine abstrakte Ermittlung des Schutzbereichs eines Patents jenseits eines konkret zu betrachtenden Produkts, die mehr liefern würde als es der Inhalt der Patentansprüche tut, wird man kaum erhalten, denn das wäre ja nur der Ersatz des verbindlichen Textwerks eines Patentanspruchs durch ein weiteres, unverbindliches Textwerk.
Sehr wohl aber wird man Stellungnahmen dazu haben wollen und auch erhalten können, ob bzw. wie wahrscheinlich ein konkret vorliegendes Produkt unter einen bestimmten Patentanspruch eines Patents fällt.

### Gutachten
Gutachtlich können zur Fragestellung, ob ein konkretes Produkt ein konkretes Patent verletzt, Stellungnahmen kompetenter Personen eingeholt werden. Da die Auslegung des Patentanspruchs und die damit verbundene Prüfung des Schutzumfangs eine Rechtsfrage ist, sind Gutachten sind im Rechtssinne unverbindlich, geben aber faktische Anhalte. Deshalb ist ein Gericht nicht an die Feststellungen eines Sachverständigen gebunden, ob eine Verletzung vorliegt.
Es ist Teil der gewerblichen Sorgfaltspflicht Gewerbetreibender, sich vor dem Inverkehrbringen eines Produkts nach der Schutzrechtslage dazu zu erkundigen. Wenn dabei ein Patent gefunden wird, das womöglich relevant ist, kann in Zweifelsfällen ein Verletzungsgutachten gewünscht oder notwendig sein. Häufig werden solche Gutachten von einem Patentanwalt gefertigt.

### Urteil
In einem Verletzungsprozess wird ein Gericht verbindlich feststellen, ob ein konkret benanntes Produkt unter den Patentanspruch eines Patents fällt. Das Urteil trifft dazu eine positive oder negative Aussagen und begründet sie. Andere Beurteilungen als „ja“ oder „nein“ sind nicht möglich.

### Schiedsvereinbarung
Auch Patentverletzungsstreitigkeiten können privatrechtlichen Schlichtungs- oder Schiedsvereinbarungen unterworfen sein oder werden, wenn die Parteien dies wollen. Abhängig von der Ausgestaltung können dann auch Privatpersonen bindende Aussagen zur Verletzung eines Patentanspruchs durch ein konkretes Produkt treffen.

## Schutzwirkung einer Patentanmeldung
Der Inhaber einer Patentanmeldung kann aus ihr heraus keine Unterlassung verlangen. Wenn zuletzt ein Patent erteilt wird, kann er gem. § 33 PatG für patentverletzende Produkte für den Zeitraum zwischen Veröffentlichung der Anmeldung und Patenterteilung aber eine Entschädigung verlangen. Deren Höhe hängt davon ab, wie ähnlich die erteilten Patentansprüche den vorher mit der Anmeldung veröffentlichten Patentansprüchen sind. Ein Anspruch besteht hingegen nicht, wenn der Verletzer sich auf ein Vorbenutzungsrecht stützen kann.

## Schutzwirkung eines Gebrauchsmusters
Die Bestimmungen für die Schutzwirkung eines Gebrauchsmusters sind weitgehend die gleichen wie die für ein Patent. Insbesondere ihre sachliche Eingrenzung, also der Schutzbereich des Gebrauchsmusters, ist wie für Patente geregelt. Die Schutzdauer beträgt aber max. 10 Jahre ab Anmeldetag. Ein anschließendes Schutzzertifikat ist nicht erhältlich.